# Lasionycta leucocycla
Lasionycta leucocycla is een vlinder uit de familie uilen (Noctuidae). De wetenschappelijke naam is voor het eerst geldig gepubliceerd in 1857 door Staudinger.
De soort komt voor in Europa.